# Rumpfparlament (England)
Als Rumpfparlament (englisch rump parliament oder einfach rump) bezeichneten schon die Zeitgenossen spöttisch das 1648 aus dem Langen Parlament hervorgegangene und durch die Vertreibung der presbyterianischen Abgeordneten durch Oliver Cromwell verkleinerte englische Unterhaus.

## Entstehung
Nach dem Sieg der von Cromwell geführten Parlamentstruppen im englischen Bürgerkrieg brachen zwischen den Abgeordneten des 1640 gewählten und weiterhin amtierenden Langen Parlaments Gegensätze aus, die bis dahin durch den gemeinsamen Kampf gegen König Karl I. überdeckt worden waren. So verhandelten presbyterianische Abgeordnete insgeheim mit dem besiegten König, um ihn in eine neue Verfassungsordnung einzubinden. Die Armee, die unter Cromwells Führung inzwischen zu einem eigenen Machtfaktor geworden war und starke Unterstützung im Parlament fand, sprach sich strikt dagegen aus.
Cromwell war nach eigenen, gescheiterten Verhandlungen zu diesem Zeitpunkt bereits davon überzeugt, dass der König niemals von seinen absolutistischen Vorstellungen vom Gottesgnadentum abrücken und Zugeständnisse an das Parlament bei nächster Gelegenheit widerrufen werde. Um den royalistischen und legitimistischen Bestrebungen jede Grundlage zu entziehen und einen erneuten Bürgerkrieg zu vermeiden, sah er die einzige Lösung der Verfassungskrise in der Hinrichtung des Königs und der Errichtung einer Republik.
Da sich die presbyterianischen Abgeordneten dem widersetzten, ließ Cromwell sie im Dezember 1648 gewaltsam aus dem Unterhaus vertreiben. Die als „Reinigung“ bezeichnete staatsstreichartige Aktion wurde von dem Armeeoberst Thomas Pride befehligt und ging als Pride’s Purge in die Geschichte ein. Cromwell beging mit ihr den gleichen Verfassungsbruch, wie ihn der König knapp sieben Jahre zuvor als Reaktion auf die Verabschiedung der Großen Remonstranz verübt hatte und der zum Auslöser des Bürgerkriegs geworden war.
Das so entstandene Rumpfparlament verurteilte Karl I. im Januar 1649 wegen Hochverrats zum Tode. Bereits am 4. Januar, also noch vor der am 30. Januar erfolgten Hinrichtung des Königs, erklärte sich das Rumpfparlament aus eigener Machtvollkommenheit zum Träger der obersten Staatsgewalt, der Gesetze ohne Zustimmung des Königs oder des Oberhauses erlassen könne. Am 19. Mai 1649 rief das Parlament offiziell die Republik aus, die sich fortan Commonwealth of England nannte.

## Auflösung
Obwohl das Rumpfparlament fast nur noch aus Anhängern Cromwells bestand, lehnte es in der Folge seine Pläne zur Neuordnung des Staates ab. Insbesondere versäumte es die Ausarbeitung einer Verfassung, die der neuen republikanischen Ordnung eine rechtliche Grundlage verleihen sollte. Cromwell forderte es nach langem Zögern schließlich auf, sich aufzulösen und den Weg für Neuwahlen frei zu machen.
Die Auflösung des Parlaments war bis dahin ein Recht des Königs gewesen. Nach seiner Hinrichtung blieb allein die Selbstauflösung als rechtlich halbwegs gangbarer Weg. Als sich die Abgeordneten jedoch weigerten, diesen Weg zu gehen, erschien Cromwell am 20. April 1653 mit 30 Bewaffneten im mittlerweile auf 100 Mitglieder geschrumpften Rumpfparlament und befahl den Abgeordneten auseinanderzugehen.
Bei dieser Gelegenheit soll er einen Satz gesagt haben, den der konservative Abgeordnete Leopold Amery 1939 den Anhängern der Appeasementpolitik Arthur Neville Chamberlains entgegenhielt:

„Für das Wenige, das ihr an Gutem geleistet, habt ihr hier lange genug gesessen. Im Namen Gottes, hebt euch hinweg!“

## Wiedereinberufung und Abwicklung
Nach der Auflösung des Rumpfparlaments versuchte Cromwell mit Hilfe des so genannten Parlaments der Heiligen, dessen Mitglieder von ihm und dem Rat der Armee ausgewählt worden waren, eine tragfähige Verfassung zu entwickeln. Aber dieser Versuch schlug wie alle folgenden fehl, so dass Cromwell schließlich unter dem Titel Lordprotektor als Militärdiktator regierte.
Nach Cromwells Tod erwies sich sein Sohn Richard als unfähiger Nachfolger. Um die Regierung zu stabilisieren, wollten führende Politiker und Militärs an die frühere Legitimität anzuknüpfen, dessen einzige im Lande verbliebenen Träger die Abgeordneten des Rumpfparlaments waren. Denn sie waren 1640 aufgrund der letzten, noch von Karl I. verfassungsmäßig ausgestellten Ausschreibung gewählt worden. Der Rumpf wurde also 1660 erneut zusammengerufen und schließlich durch die 1648 vertriebenen Presbyterianer ergänzt. Damit war das Lange Parlament von 1640 wiederhergestellt. Unter dem Eindruck einer sich abzeichnenden Wiederherstellung der Monarchie, die vermutlich die einzige Rettung vor einem neuen Bürgerkrieg war, beschloss das Lange Parlament schließlich die eigene Auflösung. 
Das aus den Neuwahlen hervorgegangene Convention Parliament trat am 25. April 1660 zusammen. Es galt als freies Parlament, weil es weder republikanischen Regierungen noch der Monarchie eidlich verpflichtet war, und erklärte den in Holland lebenden Sohn des hingerichteten Königs als Karl II. zum rechtmäßigen Herrscher. 28 Jahre später wurde bei der „Glorious Revolution“ die parlamentarische Monarchie unblutig wiederhergestellt.